# Свети Никола (Кърстец)
Вижте пояснителната страница за други значения на Свети Никола.
„Свети Никола“ (на македонска литературна норма: „Свети Никола“) е възрожденска православна църква в прилепското село Кърстец, Северна Македония. Църквата е под управлението на Преспанско-Пелагонийската епархия на Македонската православна църква.
Църквата е гробищен храм, разположен в западната част на селото. Изградена е в 1881 година и обновена в 1904 година. На западната страна в 1913 година е дограден трем. Живописта в църквата датира от 1943 година, дело на братя Доневи от Гари. Представлява еднокорабна, полукръгло засводена сграда и полукръгла апсида на източната страна, разчленена с пет слепи ниши.